# Royal Air Lao

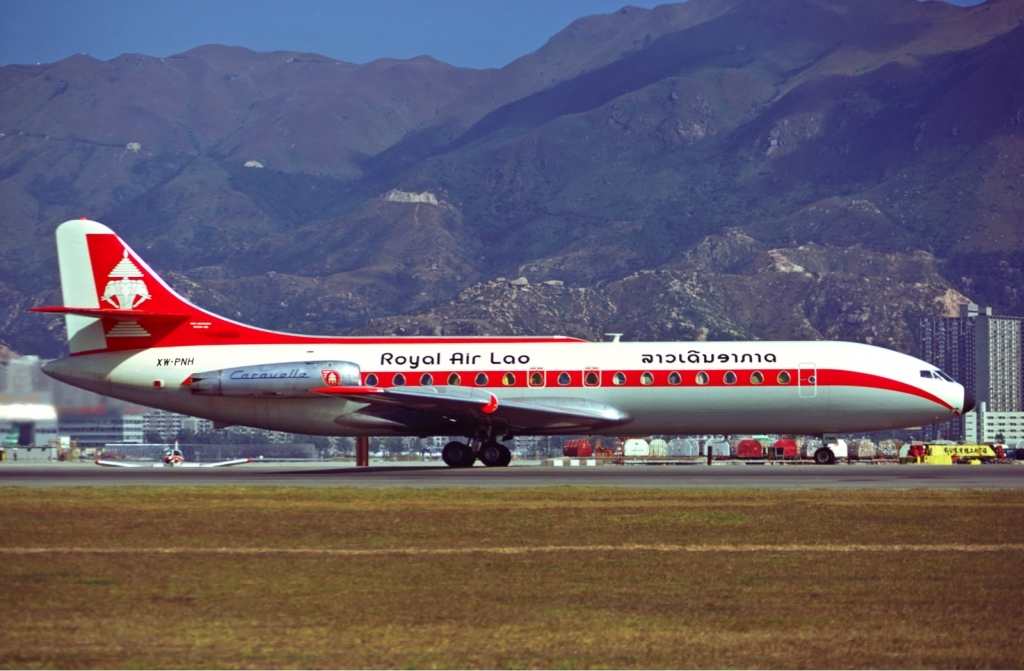
Sud Aviation Caravelle III (XW-PNH) của Royal Air Lao tại sân bay quốc tế Khải Đức (Kai Tak), Hồng Kông vào năm 1974

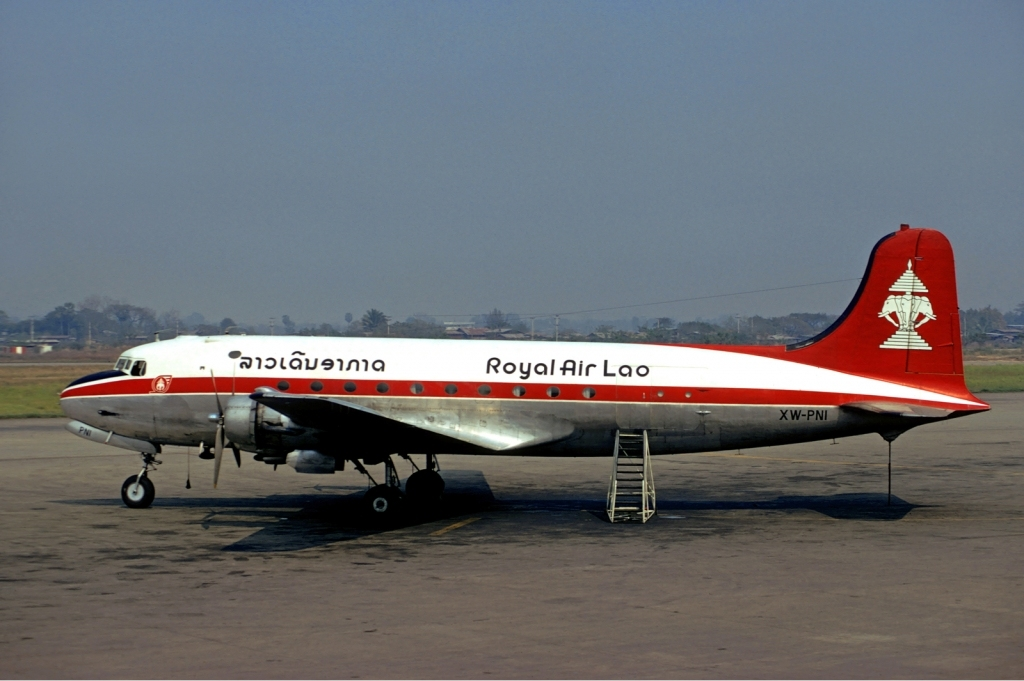
Douglas C-54A-10-DC Skymaster của Royal Air Lao vào năm 1975

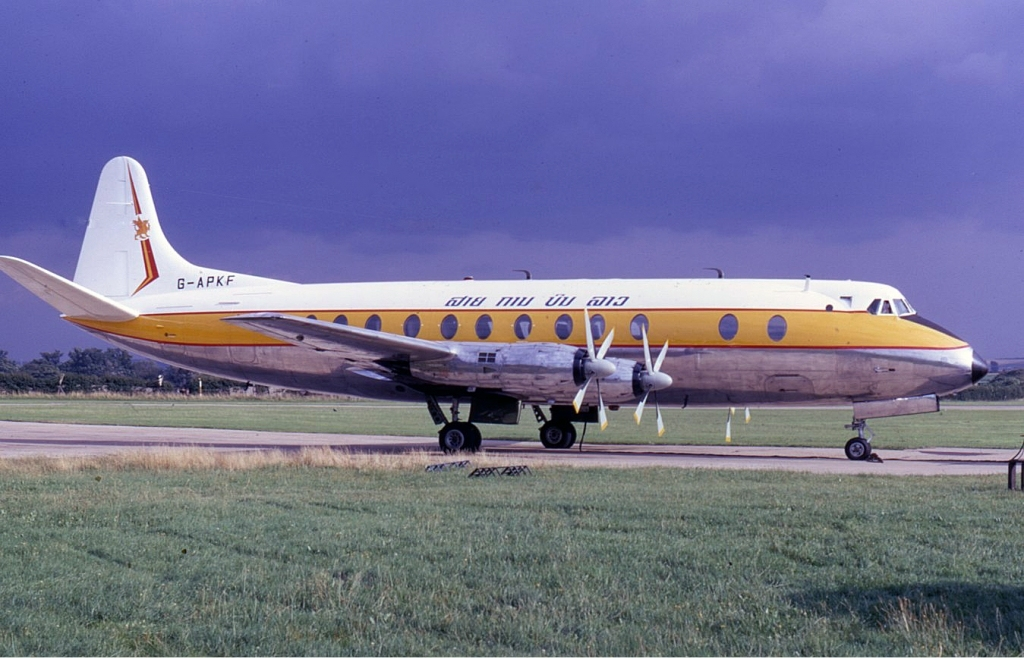
Vickers Viscount của Royal Air Lao vào năm 1968

Royal Air Lao (Tiếng Việt: Hàng không Quốc gia Hoàng gia Lào) là hãng hàng không quốc gia của Vương quốc Lào hoạt động từ năm 1962 đến năm 1976.

## Lịch sử
Công ty đã được thành lập vào năm 1962. Vào tháng 9 năm 1976, Công ty Hàng không Dân dụng của chính phủ Lào mới được thành lập từ sự hợp nhất của Royal Air Lao và Lao Airlines. Ngày nay hãng kế nhiệm dưới tên là Lao Airlines.

## Điểm đến

### Điểm đến quốc nội
- Vương quốc Lào
  - Huổi Xay (Huoixai) – Sân bay quốc tế Ban Huoeisay
  - Luổng Phạ Bang (Luang Prabang) – Sân bay quốc tế Luang Prabang
  - Pắc Xế (Pakxe) – Sân bay Pakse
  - Thà Khẹt (Thakhek) – Sân bay Thakhek
  - Xay Nha Bu Ly (Xayabury) – Sân bay Sayaboury
  - Xa Vảnh (Savannakhet) – Sân bay Savannakhet
  - Viêng Chăn – Sân bay quốc tế Wattay (Trạm trung chuyển chính)

### Điểm đến quốc tế
- Cam Bốt (Campuchia)
  - Kim Biên (Phnôm Pênh) – Sân bay quốc tế Pochentong
- Hồng Kông thuộc Anh
  - Hồng Kông – Sân bay quốc tế Khải Đức (Kai Tak)
- Mã Lai (Malaysia)
  - Kuala Lumpur – Sân bay quốc tế Sultan Abdul Aziz Shah
- Thái Lan
  - Băng Cốc – Sân bay quốc tế Đôn Mường
  - Chiêng Mài (Chiang Mai) – Sân bay quốc tế Chiang Mai
- Trung Quốc
  - Quảng Châu – Sân bay quốc tế Bạch Vân Quảng Châu (cũ)
- Việt Nam Cộng hòa
  - Sài Gòn – Sân bay quốc tế Tân Sơn Nhất
- Việt Nam Dân chủ Cộng hòa
  - Hà Nội – Sân bay quốc tế Gia Lâm

## Đội bay
Các loại tàu bay đã sử dụng gồm:
- Boeing 307
- Sud Aviation Caravelle III (XW-PNH)
- Curtiss C-46 Commando
- Douglas DC-3
- Douglas C-54 Skymaster
- Vickers Viscount
- Convair 440

## Liên doanh
Royal Air Lao liên doanh với các hãng hàng không:
- Air France
- Air Vietnam